# Relações entre Afeganistão e Arábia Saudita
As relações entre Afeganistão e Arábia Saudita são as relações diplomáticas estabelecidas entre a República Islâmica do Afeganistão e o Reino da Arábia Saudita. Os laços da Arábia Saudita com o Afeganistão foram revelados em sua mais alta esfera em 11 de setembro de 2001. O saudita Osama bin Laden, o principal organizador dos ataques terroristas ao World Trade Center e chefe da Al-Qaeda, teve seu refúgio concedido pelos Talibãs no Afeganistão. Porém, as conexões do reino com o Afeganistão são anteriores aos ataques terroristas no território norte-americano. Começando no final da década de 1980, a Arábia Saudita, juntamente com os Estados Unidos, Paquistão e outros países, deu suporte ao movimento de resistência afegão contra a ocupação da União Soviética. A Arábia Saudita canalizou recursos como dinheiro e combustível diretamente para os afegãos, bem como através da agência secreta de inteligência do Paquistão, o ISI.